# Kötcsei találkozó
A Kötcsei találkozó a Polgári Magyarországért Alapítvány, a Belvárosi Polgári Szalon, a Hermina Szalon, és a Barankovics István Alapítvány által szervezett, 2004. szeptember 3-tól évenként a kötcsei Dobozy-kúriában megtartott találkozó konzervatív politikusok és a polgári, nemzeti értelmiséghez tartozó holdudvar részvételével. A kötcsei találkozó állandó fővédnöke és előadója Orbán Viktor. A rendezvényen általában több százan vesznek részt. Főzőcsapatok ételeit lehet enni. A résztvevők a rendezvény bejáratánál adománnyal támogatják egy-egy adott szervezet vagy közösség tevékenységét.

## Találkozók
- 2004. szeptember 3. – Nemzetstratégia 2004[2]
- 2005. szeptember 3. – Hajrá Kötcse[2]
- 2006. szeptember 9. – 1956 jövője[2]
- 2007. szeptember 8. – A szabadságjogok és magunk védelméről[2]
- 2008. szeptember 6–7. – Hol a hatalom?[2]
- 2009. szeptember 5. – Kultúra (a) válságban[2]
- 2010. május 30. – Új kezdet[2]
- 2010. szeptember 4. – Nemzeti kormányzás[2]
- 2011. június 5. – A nemzeti kormányzás első éve[2]
- 2011. szeptember 10. – Ki tartozik kinek?[2]
- 2012. szeptember 8. – Félidőben[2]
- 2013. szeptember 15. – Amit elvégeztünk, és amit nem…[2]
- 2014. szeptember 6. – Új ciklus kapujában…[3]
- 2015. szeptember 5. – Polgári Magyarország 2015 – esélyek és veszélyek[4]
- 2016. szeptember 10. – Quo vadis Európa – avagy Európa az európaiaké?[2]
- 2017. szeptember 2. – Választások előtt[2]
- 2018. június 3. – Új kormány[2]
- 2018. szeptember 8. – A kereszténydemokrácia megújulása Európában[2]
- 2019. szeptember 7. – Kormányzás és ön-kormányzás[2]
- 2020. Elmaradt
- 2021. szeptember 4. –  Cum Deo pro Patria et Libertate[5]
- 2022. szeptember 10.[6]
- 2023. szeptember 9. – Ahol a haza, ott a szabadság[7]

## Idézetek
Gulyás Gergely: "Kötcse a modern Szárszó. Ahogy annak idején a nemzet ügyeiről 1943-ban is kellett tanácskozni egy nagyon is tragikus időszakban, úgy most, a rendszerváltozás után 30 évvel is elengedhetetlen, hogy az országnak legyen egy szellemi elitje, amely szóba áll egymással és – egyetértve vagy vitatkozva – a jelen és a jövő nagy kérdéseire választ keres." 
Balog Zoltán: "Kötcse küldetése az, hogy fenntartsa azt a légkört, erősítse azt a közösséget, amely számára Magyarország jövője személyes, becsületbeli ügy. Nemcsak egyszerűen valami politikai kérdésként tekintenek rá, hanem a saját személyes életüket és az őket körülvevő nagyobb közösség ügyét összekötötték ennek a nemzetnek az ügyével. Nekünk Kötcsén ebben a bizonyosságban kell megerősítenünk őket: legyenek bizonyosak, hogy ez továbbra is így van. Én Kötcsén azért vagyok ott, mert továbbra is hiszek abban, hogy ennek az országnak egy polgári, keresztény és nemzeti erőkben gazdag országnak kell lennie" 

## Dobozy-kúria
A  18. században, barokk stilusban épült kisnemesi kúria. Parkjában fekete fenyők, 100 – 120 éves hársak. 1852-ben Kovács  Imre lakott az épületben. 1876-ben Magyari Kossa Sámuel tiszaroffi lakos birtokába került. Volt Svastits főszolgabíró tulajdonában is, a szájhagyomány szerint az épület alatti kis pince volt a „koter”, azaz a fogda, míg az épülettől távolabb volt a deres, ahol a hajdúk a botbüntetést végrehajtották.  Az épületet jelenlegi tulajdonosa, Dobozy Miklós Kesserű Sándortól vásárolta meg.